# Acontecimento (filosofia)
O conceito de acontecimento, em filosofia, assume uma certa ambiguidade, pelo que se encontram vários sentidos, consoante os filósofos que se têm debruçado sobre ele. O tópico dos acontecimentos é de grande importância para a filosofia, e em particular para a metafísica, porque a relação de causalidade é normalmente considerada como uma relação que tem acontecimentos como relata. Assim, o acontecimento levanta problemas em relação à existência e em relação à identidade. Em relação à questão da existência o nosso esquema conceptual diz-nos que há acontecimentos. Temos necessidade de admitir a existência de acontecimentos na nossa ontologia. Quanto ao problema da identidade, a questão de saber o género de coisas que os acontecimentos são, podem ser particulares concretos, ou particulares abstractos.
Na metafísica contemporânea, a análise do conceito de acontecimento tem-se centrado no problema que consiste em saber o que é um e o mesmo acontecimento. Ou seja, no problema da individuação de acontecimentos. Uma perspectiva defende que um acontecimento é sempre o mesmo quando tem as mesmas causas e os mesmos efeitos. Mas vêm outros filósofos alegar que causas e efeitos são eles próprios acontecimentos. Outra perspectiva é que dois acontecimentos são idênticos se ocorrem ao mesmo tempo no mesmo lugar. Mas contra esta perspectiva há argumentos que defendem que para uma só ocorrência no mesmo lugar e tempo podemos ter mais do que um acontecimento. Por exemplo: um cientista inventou uma nova técnica enquanto tomava banho e assobiava. O tomar banho, o assobiar, e o “eureka” da invenção de uma nova técnica, constituem três acontecimentos.
Um outro debate central em filosofia é o seguinte: ou se os acontecimentos devem ser entendidos, à semelhança dos objectos, como entidades individuais que susceptíveis de serem localizados no espaço e no tempo e descritos de várias maneiras; ou se devem ser encarados mais como proposições ou factos cuja identidade depende essencialmente dos conceitos em que se encontram enquadrados. O segundo modelo iguala acontecimentos a factos, e portanto, o aparecimento do João, tão aguardo à festa, ou o seu não aparecimento, são ambos acontecimentos. De modo algum o não aparecimento do João é um não-acontecimento, na medida em que pode ter na mesma causas e efeitos. 
Uma outra forma de abordar os acontecimentos é dividi-los entre actuais (actual no sentido filosófico) e possíveis. Os primeiros são acontecimentos que estão a ocorrer, ou ocorreram, ou vão ocorrer. Os segundos não existem como ocorrências no sentido das primeiras, mas poderiam ocorrer. Isto prende-se com o conceito de mundos possíveis. Mas há quem não aceite os mundos possíveis. e que só considere como um acontecimento algo que de facto ocorreu, está a ocorrer, ou vai ocorrer. Só os factos ou os estados de coisas actuais são acontecimentos.
Há sentidos diferentes conforme se considere um tipo de acontecimento ou um espécime acontecimento. Acontecimentos tipo são entidades universais e abstractos. Não localizáveis nem no espaço nem no tempo. Exemplo: Jogos Olímpicos. Aquele tipo de evento que se repete de quatro em quatro anos, com aquelas características que são específicas e que a maioria das pessoas conhece. Acontecimentos espécime são por sua vez entidades particulares, no sentido de irrepetíveis ou não exemplificáveis. São concretas – situados no espaço, e datáveis – situadas no tempo. Exemplo: Os Jogos Olímpicos de 1936. Foi aquela edição particular, que se realizou em Berlim no tempo de Hitler. Por conseguinte, quando se fala em acontecimento, e não se especifica qual dos dois sentidos que se está a falar, assume-se por defeito que é o acontecimento espécime que interessa. Assim, é algo que ocorre, toma lugar numa determinada região do espaço ao longo de um determinado período de tempo. Tanto podem ser instantâneos ou de curta duração, como durando vários dias como os últimos Jogos Olímpicos.
Finalmente é ainda possível dividir os acontecimentos em acontecimentos contingentes e não contingentes. Um acontecimento contingente é um acontecimento que ocorreu mas podia não ter ocorrido. Um acontecimento não contingente é um acontecimento que, não só ocorreu, como não poderia deixar de ter ocorrido.